# Casa Severgnini Maroli
La casa Severgnini Maroli, già Della Noce Facchinetti, Testa, Donati de’ Conti, è una dimora storica privata di Crema.

## Storia
Negli anni settanta del XVII secolo Benedetto Della Noce Facchinetti, proprietario dell’immobile, fu interdetto per aver ucciso la madre e la gestione dei beni fu assegnata al curatore, il nobile Giovanni Benvenuti. Costui vendette metà dello stabile a Giulio Testa, padre di Giulia, la moglie di Benedetto.
Non è rintracciabile l’atto di acquisto dell'altra porzione di immobile, tuttavia tutto il fabbricato nel 1685 apparteneva a Giulio Testa e fratelli.
I Testa, nel frattempo nobilitatisi, rimasero qui fino al 1802, quando la proprietà passò alla famiglia Donati, come si evince dallo Stato d'anime del 1803.

### Personalità legate al palazzo
Carlo Donati De’ Conti, studiò ingegneria e fu anche autore di saggi per il miglioramento della viabilità, dell'amministrazione delle acque, del progresso dell'agricoltura, sullo sviluppo della ferrovia Treviglio-Cremona; fu l'autore di monografie sulle rogge Comuna, Alchina e Archetta e mappe cartografiche. Fu uno dei promotori per la fondazione del Consorzio agrario e della Banca Popolare di Crema. Fu insignito della decorazione di Cavaliere dell'ordine dei Santi Maurizio e Lazzaro e un suo busto è collocato nel famedio sotto i portici di Palazzo Pretorio.
Secondo il Perolini fu Carlo Donati ad aggiungere al cognome della famiglia "De' Conti", forse dalla primitiva attività di esattori derivata dal termine dialettale “dei cünt” ("dei conti", per l’appunto).

## Caratteristiche

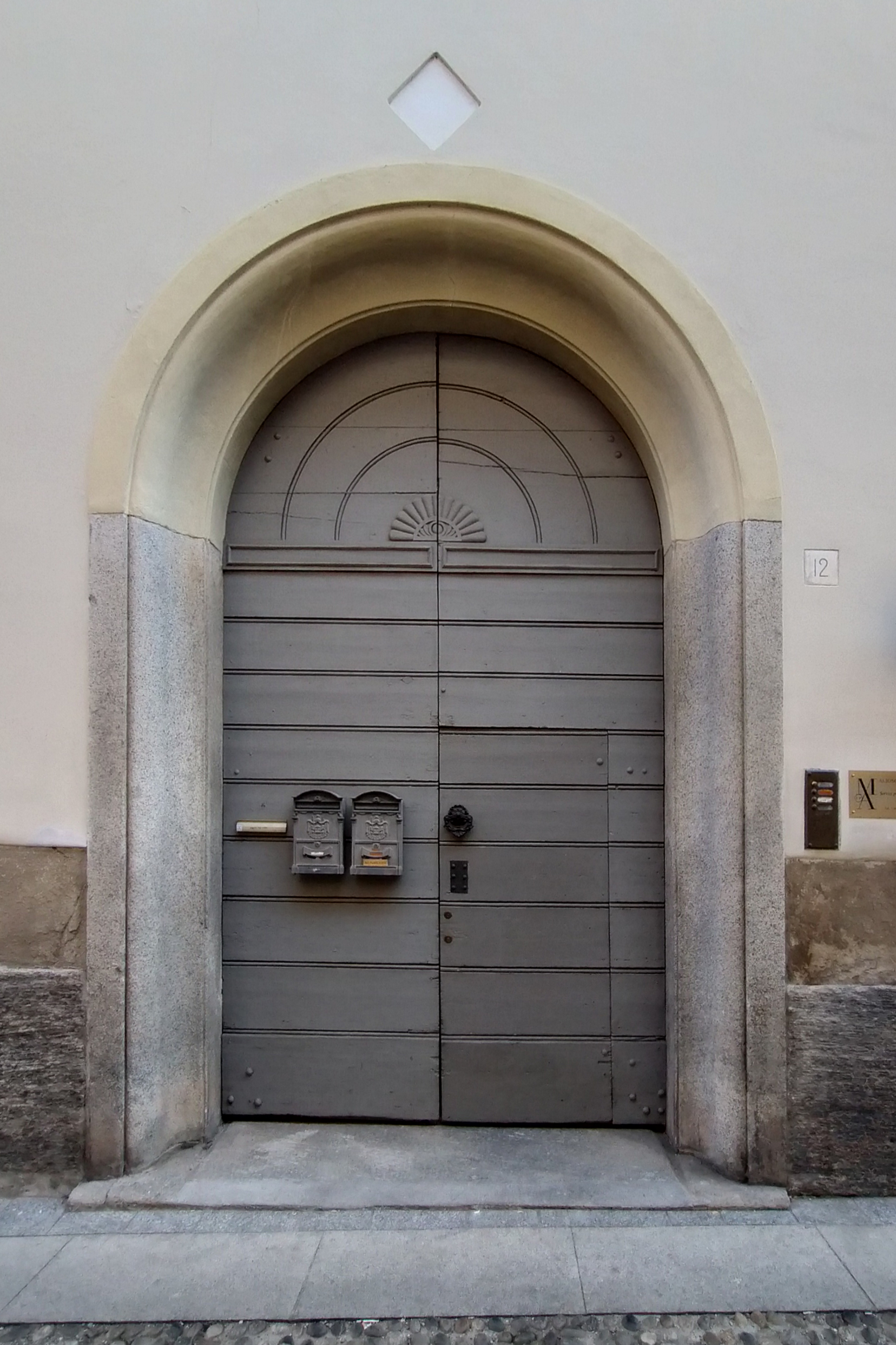
Il portale.

Edificio semplice e lineare, al piano terra l’elemento più qualificante è il portale  in pietra con arco a tutto sesto. Senza decorazione le finestre.
Il piano nobile presenta delle porte-finestre con lieve incorniciatura ed affaccio poco aggettante sulla via.
Una serie di dentelli caratterizza il sotto gronda.